# いとをかし (椎名林檎の曲)
「いとをかし」（英題：toogood）とは、シンガーソングライターの椎名林檎による楽曲。2022年4月5日にユニバーサルミュージックのEMI Recordsレーベルからデジタル・ダウンロードシングルとして配信限定で発売された。

## 概要
本作はシンガーソングライターの宇多田ヒカルとの共同名義でリリースされた「浪漫と算盤 TYO ver.」から約2年6ヶ月ぶり、ソロ名義としては「公然の秘密」以来約2年2ヶ月ぶりのシングル。
表題曲の「いとをかし」はテレビアニメ『おじゃる丸』第25シリーズのエンディングテーマとして制作された書き下ろしの新曲で、プリンが大好きな主人公の坂ノ上おじゃる丸の為の楽曲ということでタイトルには「いとしのお菓子」の意味も込められており、ジャケットもプリンを模したビーズで構成されている。
また、リリースを記念して2022年4月5日から同年4月19日までAmazon Music、Apple Music、AWA、LINE MUSIC、Spotify、YouTube Musicのいずれかのサービスから、InstagramのストーリーズまたはTwitter（現X）に「#いとをかし」を付けてシェアをし、投稿した画面のスクリーンショットを応募フォームより送信した応募者全員にキャンペーン限定のスマホ画像とバーチャル背景画像のサイズ違い2種類がプレゼントされ、応募者から抽選で300名様にオリジナル・クリアファイルがプレゼントされた。
2024年5月29日に発売されたオリジナルアルバム『放生会』でCDに初収録されたが、本作とはアレンジが異なるアルバムバージョンとなっている。

## 収録曲
| 全作詞・作曲: 椎名林檎。 |                           |          |            |      |
| #                        | タイトル                  | 作詞     | 作曲・編曲 | 時間 |
| 1.                       | 「いとをかし」            | 椎名林檎 | 椎名林檎   | 3:15 |
| 2.                       | 「いとをかし」(sugarless) | 椎名林檎 | 椎名林檎   | 3:15 |
| 合計時間:                | 合計時間:                 | 6:30     |            |      |